# Zygota croton
Zygota croton är en stekelart som beskrevs av Nixon 1957. Zygota croton ingår i släktet Zygota, och familjen hyllhornsteklar. Arten är reproducerande i Sverige.